# 蒂莫·尤蒂拉
蒂莫·尤蒂拉（芬蘭語：Timo Jutila，1963年12月24日—），芬兰男子冰球运动员。他曾代表芬兰参加1984年、1992年和1994年冬季奥林匹克运动会冰球比赛，其中1994年奥运会获得一枚铜牌。